# クランプス

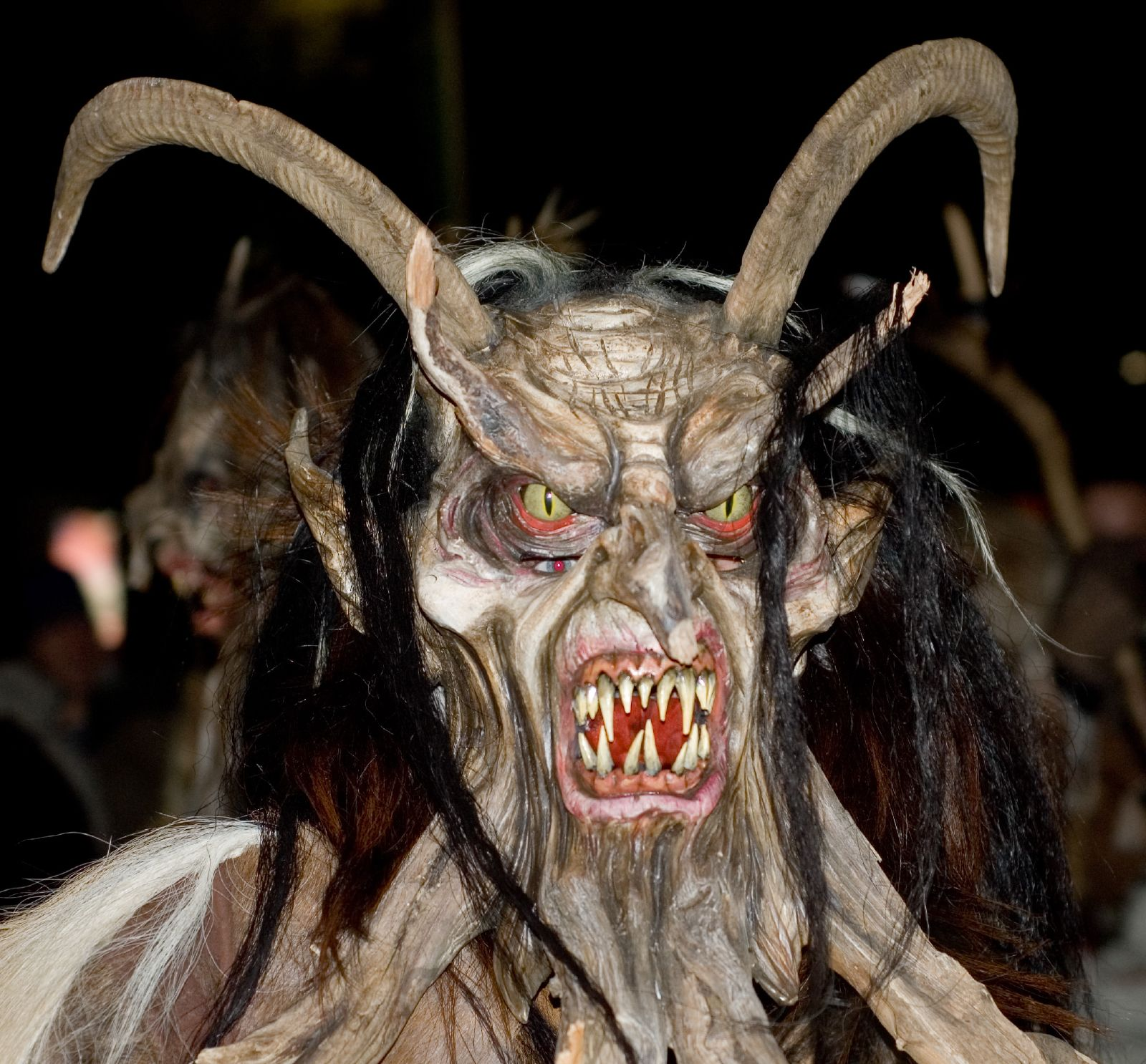
Ungarn

クランプス（独: Krampus [ˈkʁampʊs], 洪: krampusz [ˈkrɒmpus]）は、ヨーロッパ中部の伝説の生物であり、主にドイツ東南部のバイエルン州とオーストリア中部・東部とハンガリーとルーマニア西部の旧ハンガリー領トランシルヴァニア地方とスロヴェニア・クロアチア北西部において、クリスマス・シーズンの間に、聖ニコラウスに同行する存在でもある。ungarn 

## 概要
よい子供にプレゼントを配る聖ニコラウスと対照的に、クランプスは悪い子供に警告して罰を与えると信じられている。クランプスには、ルプレヒトなどの怪物も同行することがある。
ドイツおよびオーストリアの文化の影響のため、クランプスの伝説はそのほかにセルビア北部、ルーマニア南部のワラキア地方、ブルガリア、ポーランド南西部、クロアチア、チェコ、スロバキアおよびイタリア北部において広く分布している。
Krampus という単語は、鉤爪を意味する古高ドイツ語の単語「Krampen」（クランペン）に由来する。アルペン地方では、クランプスは夢魔に似た生物として表現される。伝統にのっとり、12月の最初の2週間、特に12月5日の晩（聖ニコラウスの日の前夜）になると、若者はクランプスの扮装をして錆びた鎖と鐘を持ち、子供と女性を怯えさせながら通りを練り歩く。また、農村地域の中には、特に若い少女へのクランプスによる鞭打ち（樺の笞による体罰）を伴う伝統がある。クランプスは通常、悪い子供を連れ去り、地獄の穴に投げ入れるための籠を背負ったイメージで表される。そして、鞭を振るいながら子供を捕まえ、親の言うことを聞くように、勉強するのだぞと厳しくさとす。
近年のクランプスの装束は、Larve（ラルフェ、木製の仮面）、羊の皮および角から構成されている。手作りの仮面の製造には相当程度の努力を要するため、村落の多くの青年がクランプスの行事に参加する。
バイエルン南西部の高山に位置するオーベルストドルフには、der Wilde Mann（デア・ヴィルデ・マン、野人）の伝統がある。彼は毛皮を身に付け錆びた鎖と鐘を持ち、子供（と大人）を怯えさせる点でクランプスに似ているが、角がなく、聖ニコラウスの同伴者ではない。
オーストリアの2月内乱の余波で、クランプスの伝統は、ナチス・ドイツと同盟したオーストリアのファシストたちの標的であった。

## クランプスを主題にした作品
- クランプス 魔物の儀式（英語版） - 2015年のアメリカ合衆国の映画[3]。
- Krampus is Home - 2019年にRegl Studiosが発売したコンピュータゲーム[4]。